# یکسوساز وینا

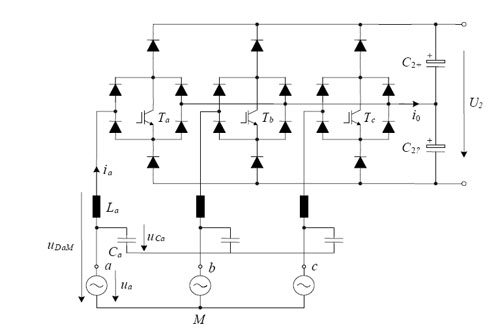
شکل مدار یکسوساز وینا

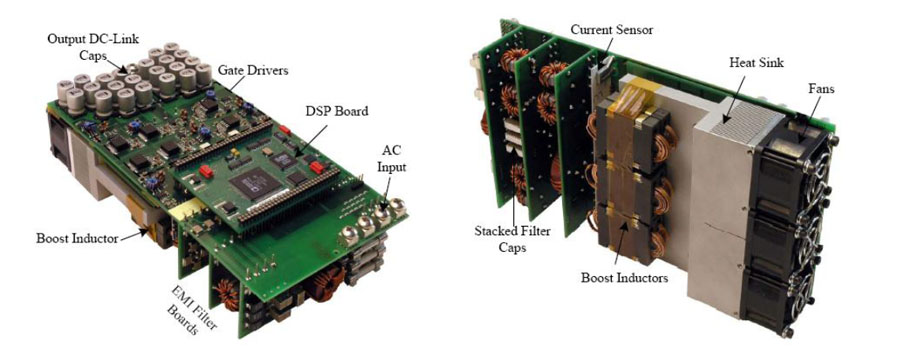
نمای بالا و پایین یک یکسوساز وینا ۱۰ کیلوات ۴۰۰ کیلوهرتز

یکسوساز وینا (انگلیسی: Vienna rectifier) یک یکسوساز مدولاسیون پهنای پالس است که در سال ۱۹۹۳ توسط یوهان کُلار اختراع شد. این یکسوساز یک یکسوساز سه سطحی سه فاز با قابلیت کنترل ولتاژ خروجی است.

## ویژگی‌ها
از دیگر ویژگی‌های این مدار می‌توان به موارد زیر اشاره کرد:
- شارش توان یک طرفه[۳]
- کنترل ساده برای پایداری پتانسیل نقطه خنثی[۴]
- سادگی و قابل فهم بودن[۳]
- تلفات کلیدزنی کم[۵]
- عملکرد پایدار[۶]